# Васил Лахтов
Васил Лахтов (на македонска литературна норма: Васил Лахтов) е югославски археолог от Народна република Македония.

## Биография
Лахтов е роден на 15 октомври 1914 година в град Радовиш, тогава в Кралство Сърбия. В 1955 година завършва Философския факултет на Скопския университет, на катедрата за история на изкуството. В 1962 година защитава докторат в Люблянския университет в областта на праисторическата археология.
Лахтов проучва археологическите обекти в Охрид и Охридско: Требенищкия некропол, Требенищкото кале, некропола Цървейнца–Прентов мост, Студенчищката базилика, Радолищката базилика и Плаошнишката поликонхална църква в Охрид. Лахтов започва и първите археологически разкопки на Античния театър в Охрид.
Умира на 15 януари 1964 година в Охрид.